# Troy Hill (Saba)
Troy Hill is een 586 meter hoge berg op het Nederlandse eiland Saba. 
Sinds 10 oktober 2010 is Troy Hill de op twee na hoogste berg van Nederland na Mount Scenery (ook op Saba) en The Quill (op Sint Eustatius). De flanken van de berg zijn begroeid met secundair regenwoud.